# 고려문화재연구원
고려문화재연구원은 문화재의 보존․보호, 관리, 조사, 발굴 및 활용을 통하여 문화재를 보존하고 창조적으로 개발하기 위하여 2004년 4월 10일 설립된 문화체육관광부 소관의 재단법인이다. 사무실은 경기도 하남시 조정대로 150. 754호 (덕풍동, 아이데코)에 있다.

## 주요 사업
- 문화재의 연구활동 및 자료발간
- 문화재지표조사 및 현황 현동
- 문화재발굴조사 및 보존사업
- 문화재 복원사업
- 문화재에 대한 자문 및 위탁
- 문화재 조사 인력 양성 및 재교육